# Bitstream
Pour l’article homonyme, voir flux de données pour le concept informatique.
Bitstream Inc. était une fonderie de caractères numérique, fondée en 1981 par Matthew Carter et Mike Parker et basée à Marlborough dans le  Massachusetts aux États-Unis. La partie de la compagnie produisant des polices de caractères a été rachetée par Monotype Imaging en mars 2012 et celle produisant Pageflex et Bold Browser est devenue Marlborough Software Development Holdings Inc.